# Post (Monatszeitung)
Die Post ist eine deutschtürkische Monatszeitung, die seit 2006 in mehreren Regionen Deutschlands sowie in der Schweiz, in Österreich und in den Benelux-Ländern erscheint. 
Das Monatsblatt versucht in der Bundesrepublik erstmals in großem Rahmen die Lücke zwischen deutscher und türkischer Medienberichterstattung, die beide die spezifische Lebenswelt der Deutschtürken bislang kaum berücksichtigte und sie laut Verlag bislang „in einem Informationsvakuum“ leben ließ, zu schließen.
Die Auflage für Deutschland beträgt über 500.000 Exemplare und wird per Verteiler der Post deutschtürkischen Haushalten zugestellt.

## Web
- http://www.postgazetesi.com/c/2.asp?sss=2